# Blue Poles
Blue Poles, znana tudi kot številka 11, 1952, je abstraktna ekspresionistična slika ameriškega umetnika Jacksona Pollocka. Leta 1973 jo je med polemikami kupila avstralska Narodna galerija in danes ostaja ena glavnih slik v galeriji.

## Naslov
V času nastanka slike Pollock svojim delom raje ni podeljeval imen, temveč številke; zato je bil prvotni naslov slike preprosto številka 11 ali št. 11 za leto 1952. Leta 1954 je bil novi naslov Blue Poles prvič viden na razstavi v galeriji Sidney Janis; domnevno izvira od samega Pollocka.
Po besedah umetnostnega zgodovinarja Dennisa Phillipsa specifičen in ne dvoumen naslov »omejuje naše polje razumevanja in sliki dela medvedjo uslugo. Ker iščemo pole in pogrešamo večino preostalega, je ime preprosto preveč moteče.«

## Zgodovina

### 1955–1957: Fred Olsen
Fred in Florence Olsen sta bila prvotna kupca Blue Poles od Jacksona Pollocka, ko sta sliko kupila za 8000 $, najvišjo ceno, plačano za Pollocka v tistem času. Visela je v njihovem newyorškem stanovanju.

### 1957–1973: newyorški zbiralec umetnin Ben Heller
Znani zbiratelj umetnin in podpornik Ben Heller je sliko kupil leta 1957, leto po smrti Jacksona Pollocka,  po poročanju za 32.000 $. Heller je bil prijatelj s Pollockom in je bil pokrovitelj njega in mnogih drugih ameriških umetnikov v času njegovega življenja.
Blue Poles je visela v dnevni sobi Hellerjevega stanovanja v 10. nadstropju v New Yorku na Central Park West. V tem času je pogosto imel goste, ki so si ogledovali umetnine in jih posojal različnim muzejem za dodatni ogled. Slika je bila tako velika, da je bilo treba odstraniti okna stanovanja, da bi jo spustili na ulico spodaj, podvig, dosežen s podporo selitvene ekipe "Seven Santini Brothers". Družina Heller je imela poseben odnos do umetniškega dela in težko je bilo videti, da gre.
Po besedah Hellerjeve hčerke: »Bil je zelo vpleten v to umetniško gibanje že od njegovih zgodnjih let in med temi ameriškimi umetniki je bil boj za priznanje. Tudi v Ameriki so evropski slikarji dobivali vso pozornost in ugled. Zato je zelo trdo delal s trgovci in pleskarji da bi uveljavil abstraktni ekspresionizem kot pomembno gibanje. Zanj je bilo zelo, zelo pomembno, da ta velika dela pristanejo v večjih muzejih.« Ta želja po delitvi dela je bila eden od dejavnikov, ki so prispevali k prodaji Blue Poles Narodni galeriji Avstralije leta 1973.

### 1973: nakup Nacionalne galerije Avstralije
Avstralska nacionalna galerija (NGA) je Blue Poles kupila leta 1973 za 1,3 milijona dolarjev. Takratni direktor galerije, James Mollison, ni mogel odobriti nakupov nad 1 milijon dolarjev, zato je nakup odobril premier Gough Whitlam, ki se je odločil, da je treba ceno objaviti.
Nakup je v javnosti sprožil veliko razpravo; po besedah umetnostnega zgodovinarja Patricka McCaugheya »takšna slika še nikoli ni ganila in vznemirila avstralske javnosti«. Razprava se je osredotočila na rekordno prodajno ceno slike, ki je bila takrat svetovni rekord za sodobno ameriško slikarstvo, pa tudi na domnevno finančno nesposobnost vlade Whitlamove laburistične stranke in razpravo o relativni vrednosti abstraktne umetnosti. V konservativnem ozračju tistega časa je nakup povzročil politični in medijski škandal.

### 1998–1999: retrospektiva Moderne umetnosti
Leta 1998 je Blue Poles prvič od nakupa zapustil Avstralijo za vključitev v Pollockovo retrospektivo v Muzeju moderne umetnosti v New Yorku, ki je potekala od 1. novembra 1998 do 2. februarja 1999. Slika je bila značilno delo razstave in kot je opisano v recenziji, je 'prevladovala' v zadnji galeriji razstave in jo končala »ne s cviljenjem, ampak s pokom«.

### 2016–2017: Razstava abstraktnega ekspresionizma Royal Academy of Arts
Čeprav je bilo delo redko izposojeno, je bilo prikazano kot del razstave abstraktnega ekspresionizma Kraljeve akademije od 24. septembra 2016 do 2. januarja 2017 v Londonu, preden se je vrnilo v NGA in ponovno obesilo na ravni 2.

### 2020 konservatorski projekt
Zaradi začasnega zaprtja galerije zaradi pandemije COVID-19 je bilo mogoče izvesti obsežen projekt ohranjanja Blue Poles, dela, ki je bilo le redko razstavljeno od nakupa leta 1973.

## Zapuščina
Slika je postala eden najbolj priljubljenih eksponatov v galeriji tako zaradi svoje vrednosti kot glavnega dela abstraktnega ekspresionizma iz 1950-ih kot zaradi njenega pomena v avstralski politiki in zgodovini. Ocene sedanje vrednosti slike so zelo različne, od 100 do 350 milijonov dolarjev, vendar je njena povečana vrednost vsaj pokazala, da je bil s finančnega vidika vreden nakup.